# Nathan Smith (sciatore)
Nathan Smith (Calgary, 25 dicembre 1985) è un ex biatleta canadese.

## Biografia
Nathan Smith, attivo dalla stagione 2001-2002, ai Mondiali juniores di Kontiolahti 2005 ha vinto la medaglia di bronzo nella staffetta; ha esordito in Coppa del Mondo il 4 gennaio 2007 a Oberhof nella medesima specialità (14º) e ai Campionati mondiali a Östersund 2008, classificandosi 81º nell'individuale, 92º nella sprint e 21º nella staffetta. Ai Mondiali di Chanty-Mansijsk 2011 si è piazzato 84º nell'individuale, 66º nella sprint e 11º nella staffetta, a quelli di Ruhpolding 2012 60º nell'individuale, 44º nella sprint, 43º nell'inseguimento, 13º nella staffetta e 18º nella staffetta mista e a quelli di Nové Město na Moravě 2013 61º nell'individuale, 71º nella sprint e 8º nella staffetta; ai XXII Giochi olimpici invernali di Soči 2014, suo esordio olimpico, è stato 25º nell'individuale, 13º nella sprint, 11º nell'inseguimento, 6º nella staffetta e non ha completato la partenza in linea.
L'anno dopo ai Mondiali di Kontiolahti 2015 ha vinto la medaglia d'argento nella sprint del 7 marzo, valida anche ai fini della Coppa del Mondo (suo primo podio nel circuito), e si è classificato 44º nell'individuale, 13º nell'inseguimento, 23º nella partenza in linea, 19º nella staffetta e 12º nella staffetta mista; il 21 marzo dello stesso anno ha conquistato la sua unica vittoria in Coppa del Mondo, a Chanty-Mansijsk in inseguimento. Ai Mondiali di Oslo 2016, sua ultima presenza iridata, ha vinto la medaglia di bronzo nella staffetta del 12 marzo, valida anche ai fini della Coppa del Mondo (suo ultimo podio nel circuito), e si è piazzato 42º nell'individuale, 46º nella sprint, 15º nell'inseguimento e 11º nella staffetta mista; ai XXIII Giochi olimpici invernali di Pyeongchang 2018, suo congedo olimpico, è stato 81º nell'individuale, 44º nella sprint e 54º nell'inseguimento. Si è ritirato all'inizio della successiva stagione 2018-2019 e la sua ultima gara in carriera è stata la staffetta di Coppa del Mondo disputata il 16 dicembre a Hochfilzen, chiusa da Smith al 20º posto.

## Palmarès

### Mondiali
- 2 medaglie:
  - 1 argento (sprint[1] a Kontiolahti 2015)
  - 1 bronzo (staffetta[1] a Oslo 2016)

### Mondiali juniores
- 1 medaglia:
  - 1 bronzo (staffetta a Kontiolahti 2005)

### Coppa del Mondo
- Miglior piazzamento in classifica generale: 16º nel 2015
- 2 podi (1 individuale, 1 a squadre), oltre a quelli conquistati in sede iridata e validi per la Coppa del Mondo:
  - 1 vittoria (individuale)
  - 1 secondo posto (a squadre)

#### Coppa del Mondo - vittorie
| Data          | Località        | Nazione | Specialità |
| ------------- | --------------- | ------- | ---------- |
| 21 marzo 2015 | Chanty-Mansijsk | Russia  | PU         |

Legenda:

PU = inseguimento